# هاردینگ سیمونز
هاردینگ سیمونز (انگلیسی: Henry Simmons؛ زادهٔ ۱ ژوئیهٔ ۱۹۷۰) یک هنرپیشه اهل ایالات متحده آمریکا است.
از فیلم‌های معروف او می‌توان به بازی در فیلم عمل بد ، بالاخره رسیدیم؟ اشاره کرد.